# Umgebungsbedingte Spannungsrissbildung
Wird ein Kunststoff an der Luft unterhalb seiner Streckgrenze mechanisch belastet, so können nach einem Zeitraum, der sehr lang sein kann, Spannungsrisse auftreten. Ursache können innere oder äußere Spannungen sein oder eine Kombination von beiden. Die gleichzeitige Beanspruchung durch ein chemisches Medium kann zu einer drastischen Verkürzung der Zeitspanne bis zum Bruch führen. Dieses Phänomen wird als umgebungsbedingte Spannungsrissbildung (environmental stress cracking = ESC) bezeichnet.

## Mechanismus
ESC wird üblicherweise auf folgende Prozesse zurückgeführt:
1. Bildung von Mikrohohlräumen in Probekörpern durch mikroskopisch kleine Spannungskonzentration nach Aufbringen einer mechanischen Spannung
2. Bildung und anschließendes Wachstum von Makrohohlräumen, hervorgerufen durch die Aufspaltung intermolekularer Bindungen in benachbarten Hohlräumen, die durch die chemische Umgebung bewirkt wird, und Bildung von Crazes
3. Wachstum der Haarrisse, verursacht durch Zerreißen der Fibrillen infolge der aufgebrachten Spannung und Kontakt mit der chemischen Umgebung
4. Schließlich breitet sich an der Spitze des Haarrisses ein Riss aus, der zum Sprödbruch führt. Die Risse können die Dicke des Materials vollständig durchwandern und es in zwei oder mehrere Stücke trennen oder sie können zur Ruhe kommen, sobald sie in Bereiche gelangen, in denen eine geringere Spannung oder unterschiedliche Materialmorphologie herrscht.

## Messmethodik
Die Bestimmung der ESC ist kompliziert, weil sie von vielen Parametern beeinflusst wird, u. a. von:
- dem Zustand (Orientierung, Struktur, Eigenspannungen) und der Herstellung des Probekörpers
- der thermischen Vorgeschichte des Probekörpers
- der chemischen Umgebung.

In DIN EN ISO 22088 sind fünf verschiedene Verfahren zur ESC-Bestimmung genormt:
1. Verfahren, bei dem ein Probekörper, während er bei festgelegter Temperatur in ein Spannungsrisse bewirkendes Medium eingetaucht ist, einer konstanten Zugbelastung ausgesetzt wird.
2. Verfahren, bei dem Kunststoffstreifen unter konstanter Biegezugdehnung angeordnet und für eine zuvor festgelegte Zeitdauer einem Spannungsrisse bewirkenden Medium ausgesetzt sind.
3. Verfahren, bei dem in den Probekörper ein Loch mit vorgegebenem Durchmesser gebohrt und eine Kugel oder ein Rundstift mit Übermaß in die Bohrung hineingedrückt wird, während der Probekörper mit einem Spannungsrisse bewirkenden Medium in Kontakt gebracht wird.
4. Verfahren, bei dem auf einen Probekörper eine konstante Zugverformungskraft ausgeübt wird, während dieser bei einer für die Prüfung ausgewählten Temperatur in ein Spannungsrisse bewirkendes Medium eingetaucht ist.
5. Verfahren, bei dem auf einen Probekörper eine niedrige Dehnrate angewendet wird, während dieser in ein Spannungsrisse bewirkendes Medium eingetaucht ist.

Gegenstand ist jeweils die Bestimmung der relativen Auswirkung der Belastung durch chemische Medien (Umgebung) auf Kunststoffe (Probekörper und Fertigteile). Es ist jedoch häufig nicht möglich, einen Zusammenhang zwischen den Ergebnissen von ESC-Kurzzeitmessungen an Probekörpern und dem tatsächlichen Gebrauchsverhalten von Fertigteilen herzustellen.

### Full Notch Creep Test
Der Full Notch Creep Test (FNCT) ist eine der Prüfmethoden zur Bestimmung des langsamen Risswachstumsverhaltens von Polyethylen unter Wirkung eines Netzmittels, das zur Beschleunigung des Versuchs eingesetzt wird. Der FNCT ist in der Vorschrift ISO 16770 "Plastics – Determination of environmental stress cracking (ESC) of polyethylene – Full-notch creep test (FNCT)" international geregelt und auch auf Deutsch verfügbar als Kunststoffe – Bestimmung der Spannungsrissbeständigkeit von Polyethylen unter Medieneinfluss (ESC) – Kriechversuch an Probekörpern mit umlaufender Kerbe (FNCT). Der aktuelle Stand ist vom 1. Februar 2004.

#### Versuchsprinzip
Als Proben kommen rechteckige gefertigte Muster, vorzugsweise in der Größe 10×10×100 mm³, aus gepressten Platten oder Fertigprodukten (z. B. aus einer Rohrwand) zum Einsatz. Diese werden mit einer umlaufenden Kerbe (full notch) versehen, die zur Rissinitiierung dient. Zur Versuchsbeschleunigung wird bei erhöhter Temperatur (50–95 °C) und unter der Wirkung eines Netzmittels (ARKOPAL N100 bzw. ARKOPAL N110) geprüft. Die Probekörper werden unter diesen Umweltbedingungen einer konstanten Last ausgesetzt und die Zeit bis zum Bruch detektiert. Diese Lasten werden so gewählt, dass üblicherweise Spannungen von 4 bis 5 MPa im gekerbten Restquerschnitt der Probe wirken und langsames Risswachstum – slow crack growth (SCG) stattfindet. Da der Versuch in einem Netzmittel stattfindet, zählt man ihn auch zur umgebungsbedingten Spannungsrissbildung.